# 223877 Kutler
223877 Kutler è un asteroide della fascia principale. Scoperto nel 2004, presenta un'orbita caratterizzata da un semiasse maggiore pari a 3,0481422 UA e da un'eccentricità di 0,3408889, inclinata di 12,93814° rispetto all'eclittica.
L'asteroide è dedicato allo statunitense Brendan Kutler cui è intitolata anche una borsa di studio.